# Кобзев, Николай Никифорович
Николай Никифорович Кобзев (1925—1996) — советский гвардии старшина, полный кавалер ордена Славы.

## Биография
Родился 1 октября 1925 года в деревне Ново-Гуровка Аургазинского района (Башкортостан) в семье крестьянина. Русский. Член КПСС с 1946. Образование неполное среднее. Трудился в колхозе. В Красной Армии с августа 1942.

## Подвиги в Великой Отечественной войне
В боях Великой Отечественной войны — с марта 1943 года. Наводчик 76-мм пушки 50-го полка (15-я гвардейская стрелковая дивизия, 37-я армия, 3-й Украинский фронт) гвардии сержант Кобзев в боях за расширение плацдарма на правом берегу р. Днестр у с. Варница (Молдавия) 18.4.44 артиллерийским огнем уничтожил 15 солдат, подавил 4 огневые точки. 9 мая 1944 года награждён орденом Славы 3 степени.
Командир отделения разведки батареи 76-мм пушек тех же полка, див. (5-я гвардейская армия, 1-й Украинский фронт) Кобзев 12 января 1945 года, находясь в разведке в районе населенных пунктов Борек и Кикув (юго-восток г. Вуско-Здруй, Польша), обнаружил огневые средства противника, которые затем были накрыты артиллерийским огнем. 23 января 1945 года при форсировании р. Одер в районе населенного пункта Прейсдорф (5 км сев.-зап. г. Оппельн, Вост. Пруссия, ныне Ополе, Польша) истребил свыше 10 гитлеровцев. 2 апреля 1945 года награждён орденом Славы 2 степени.
Наводчик орудия гвардии старшина Кобзев с расчетом 16 апреля 1945 года в районе г. Мускау, Германия, действуя в боевых порядках пехоты, из пушки разрушил дзот, подбил 2 БТР, подавил 3 огневых точки. 15 мая 1946 года награждён орденом Славы 1 степени.

## Послевоенные годы
После войны продолжал службу в армии.
Окончил Харьковское танковое училище в 1948, 10 классов в 1959, курсы «Выстрел» в 1961 году. В 1972 подполковник Кобзев уволен в запас.
Жил в городе Борисов Минской области, Белоруссия. С 1980 — полковник запаса. Работал начальником гражданской обороны Борисовского РСУ № 2.

## Награды и почести
Награждён орденом Отечественной войны 1 степени, медалями, в том числе двумя «За отвагу» и медалью «За боевые заслуги».
Участник парадов на Красной площади в Москве 9.5.1985 и 9.5.1995 в ознаменование 40-летия и 50-летия Победы в Великой Отечественной войне.